# Campania catalană din Asia Mică
Campania catalană din Asia Mică a fost o campanie militară întreprinsă de mercenari catalani plătiți de Imperiul bizantin împotriva turcilor otomani, pentru recuperarea teritoriilor pierdute.
În 1303, împăratul bizantin Andronic al II-lea Paleologul a angajat 6,500 de mercenari catalani aflați în slujba lui Roger de Flor pentru o campanie împotriva turcilor, în primăvara și vara aceluiași an. Doar la Philadelphia au murit 18,000 de soldați turci. Campania Bizanțului are câteva victorii decisive de pe urma cărora nu s-a profitat, cu toate acestea, bizantinii au recuperat o mare parte din teritoriul pierdut. Când Roger de Flor a fost ucis, mercenarii l-au răzbunat prin jafuri timp de doi ani prin Tracia și Macedonia. În cele din urmă, mercenarii catalani au cerut ducatul Atenei pentru ei înșiși în 1313, lăsând în urmă un Bizanț devastat. După aceasta, turcii au reocupat terenurile pierdute.
Astfel, campania catalană a fost o victorie bizantină pe termen scurt, dar un beneficiu pe termen lung al turcilor.